# Burning Daylight
Burning Daylight is een nummer van de Nederlandse zangeres Mia Nicolai en zanger Dion Cooper. Het nummer werd op 1 maart 2023 uitgebracht en was de Nederlandse inzending voor het Eurovisiesongfestival 2023. Het duo strandde op de dertiende plaats in de halve finale, wat niet genoeg was om de finale te bereiken. Het nummer gaat over "hoe je je oude leven achterlaat en een nieuwe start maakt". Met de titel wordt het verspillen van tijd bedoeld.

## Achtergrond
Het nummer is geschreven door Duncan Laurence, Jordan Garfield, Mia Nicolai, Dion Cooper en Loek van der Grinten. Het werd oorspronkelijk niet gemaakt voor het Songfestival. Op 1 november 2022 werd namens de verantwoordelijk omroep AVROTROS bekendgemaakt dat het nummer unaniem werd gekozen als Nederlandse inzending voor het Eurovisiesongfestival van 2023.

## Ontvangst
Burning Daylight werd bij Qmusic de Alarmschijf en bij NPO Radio 2 de TopSong. Het nummer kwam een week nadat het uitgebracht werd binnen in de Nederlandse hitlijsten.

### Hitnoteringen

#### Nederlandse Top 40
| Hitnotering: 11-03-2023 t/m 20-05-2023 | Hitnotering: 11-03-2023 t/m 20-05-2023 | Hitnotering: 11-03-2023 t/m 20-05-2023 | Hitnotering: 11-03-2023 t/m 20-05-2023 | Hitnotering: 11-03-2023 t/m 20-05-2023 | Hitnotering: 11-03-2023 t/m 20-05-2023 | Hitnotering: 11-03-2023 t/m 20-05-2023 | Hitnotering: 11-03-2023 t/m 20-05-2023 | Hitnotering: 11-03-2023 t/m 20-05-2023 | Hitnotering: 11-03-2023 t/m 20-05-2023 | Hitnotering: 11-03-2023 t/m 20-05-2023 | Hitnotering: 11-03-2023 t/m 20-05-2023 | Hitnotering: 11-03-2023 t/m 20-05-2023 |
| Week:                                  | 1                                      | 2                                      | 3                                      | 4                                      | 5                                      | 6                                      | 7                                      | 8                                      | 9                                      | 10                                     | 11                                     |                                        |
| -------------------------------------- | -------------------------------------- | -------------------------------------- | -------------------------------------- | -------------------------------------- | -------------------------------------- | -------------------------------------- | -------------------------------------- | -------------------------------------- | -------------------------------------- | -------------------------------------- | -------------------------------------- | -------------------------------------- |
| Positie:                               | 28                                     | 22                                     | 21                                     | 21                                     | 23                                     | 25                                     | 28                                     | 32                                     | 32                                     | 32                                     | 40                                     | uit                                    |

#### NederlandseSingle Top 100
| Hitnotering: 11-03-2023 t/m 27-05-2023 | Hitnotering: 11-03-2023 t/m 27-05-2023 | Hitnotering: 11-03-2023 t/m 27-05-2023 | Hitnotering: 11-03-2023 t/m 27-05-2023 | Hitnotering: 11-03-2023 t/m 27-05-2023 | Hitnotering: 11-03-2023 t/m 27-05-2023 | Hitnotering: 11-03-2023 t/m 27-05-2023 | Hitnotering: 11-03-2023 t/m 27-05-2023 | Hitnotering: 11-03-2023 t/m 27-05-2023 | Hitnotering: 11-03-2023 t/m 27-05-2023 | Hitnotering: 11-03-2023 t/m 27-05-2023 | Hitnotering: 11-03-2023 t/m 27-05-2023 | Hitnotering: 11-03-2023 t/m 27-05-2023 | Hitnotering: 11-03-2023 t/m 27-05-2023 |
| Week:                                  | 1                                      | 2                                      | 3                                      | 4                                      | 5                                      | 6                                      | 7                                      | 8                                      | 9                                      | 10                                     | 11                                     | 12                                     |                                        |
| -------------------------------------- | -------------------------------------- | -------------------------------------- | -------------------------------------- | -------------------------------------- | -------------------------------------- | -------------------------------------- | -------------------------------------- | -------------------------------------- | -------------------------------------- | -------------------------------------- | -------------------------------------- | -------------------------------------- | -------------------------------------- |
| Positie:                               | 61                                     | 62                                     | 64                                     | 68                                     | 69                                     | 66                                     | 58                                     | 67                                     | 65                                     | 42                                     | 42                                     | 83                                     | uit                                    |

1956: De vogels van Holland / Voorgoed voorbij · 1957: Net als toen · 1958: Heel de wereld · 1959: 'n Beetje · 1960: Wat een geluk · 1961: Wat een dag · 1962: Katinka · 1963: Een speeldoos · 1964: Jij bent mijn leven · 1965: 't Is genoeg · 1966: Fernando en Filippo · 1967: Ring-dinge-ding · 1968: Morgen · 1969: De troubadour · 1970: Waterman · 1971: Tijd · 1972: Als het om de liefde gaat · 1973: De oude muzikant · 1974: Ik zie een ster · 1975: Ding-a-dong · 1976: The party's over · 1977: De mallemolen · 1978: 't Is O.K. · 1979: Colorado · 1980: Amsterdam · 1981: Het is een wonder · 1982: Jij en ik · 1983: Sing me a song · 1984: Ik hou van jou · 1986: Alles heeft ritme · 1987: Rechtop in de wind · 1988: Shangri-la · 1989: Blijf zoals je bent · 1990: Ik wil alles met je delen · 1992: Wijs me de weg · 1993: Vrede · 1994: Waar is de zon · 1996: De eerste keer · 1997: Niemand heeft nog tijd · 1998: Hemel en aarde · 1999: One good reason · 2000: No goodbyes · 2001: Out on my own · 2003: One more night · 2004: Without you · 2005: My impossible dream · 2006: Amambanda · 2007: On top of the world · 2008: Your heart belongs to me · 2009: Shine · 2010: Ik ben verliefd (sha-la-lie) · 2011: Never alone · 2012: You and me · 2013: Birds · 2014: Calm after the storm · 2015: Walk along · 2016: Slow down · 2017: Lights and shadows · 2018: Outlaw in 'em · 2019: Arcade · 2020: Grow · 2021: Birth of a new age · 2022: De diepte · 2023: Burning daylight · 2024: Europapa